# Massif de la Selle
Het Massif de la Selle is een bergketen in het zuiden van Haïti. In de Dominicaanse Republiek gaat deze over in de Sierra de Baoruco. Het hoogste punt van Haïti, de Pic la Selle van 2680 meter, behoort tot deze keten.
De keten bestaat uit een kalksteenplateau dat in het noorden omvergeduwd is. Daarom bevinden zich in het zuiden glooiende hellingen en in het noorden scherpe randen. De hellingen zijn begroeid met pijnbomen.
De Massif de la Selle ligt deels in het Nationaal park La Visite.